# جو باکوزی
جو باکوزی (انگلیسی: Joe Bacuzzi; ۲۵ سپتامبر ۱۹۱۶ – ۱ فوریهٔ ۱۹۹۵) بازیکن فوتبال اهل بریتانیا بود.
از باشگاه‌هایی که در آن بازی کرده‌است می‌توان به باشگاه فوتبال دربی کانتی، باشگاه فوتبال فولام، باشگاه فوتبال چلسی، باشگاه فوتبال بری، باشگاه فوتبال ردینگ، باشگاه فوتبال آرسنال، باشگاه فوتبال منچستر سیتی، و باشگاه فوتبال نوتس کانتی اشاره کرد.
وی همچنین در تیم ملی فوتبال انگلستان (wartime) بازی کرده‌است.